# Gli scariolanti

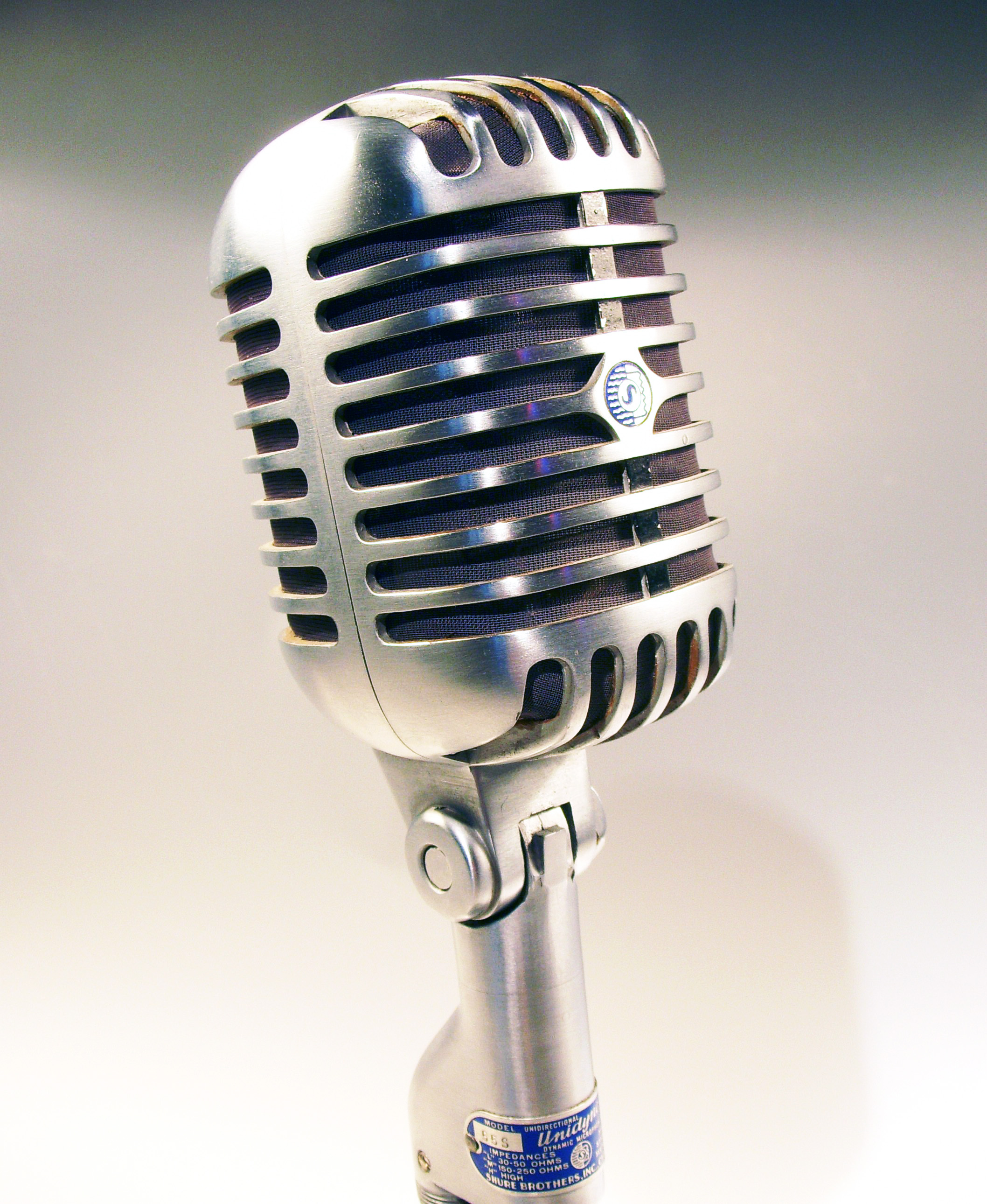
Gli scariolanti (durata: 2'22", registrazione di Alan Lomax nel 1958)

Gli scariolanti è un brano popolare anonimo nato verso la fine del XIX secolo in occasione dei lavori di bonifica nelle aree vallive alla sinistra e alla destro del Reno. Il testo del brano fa riferimento all'usanza dei caporali di ingaggiare i trasportatori di terra, gli scarriolanti, suonando un corno alla mezzanotte di domenica, nei pressi di un argine. I primi braccianti che accorrevano ottenevano il lavoro; chi arrivava per ultimo avrebbe dovuto attendere la settimana successiva.
 
Il testo della canzone è in italiano, e non in un dialetto particolare, perché i lavori di bonifica richiamavano lavoratori da molte regioni italiane.

## Interpreti
Tra i vari interpreti del brano Orietta Berti, Anna Identici, Nuovo Canzoniere Italiano, Canzoniere delle Lame. 